# K
La k (en mayúscula K, nombre ka, plural kas) es la undécima letra y la octava consonante del alfabeto español y del alfabeto latino básico.
En español representa un sonido consonante obstruyente, oclusivo, velar y sordo; y en general se usa en palabras que no tienen el mismo origen que las lenguas romances.

## Historia
| d |

| d |

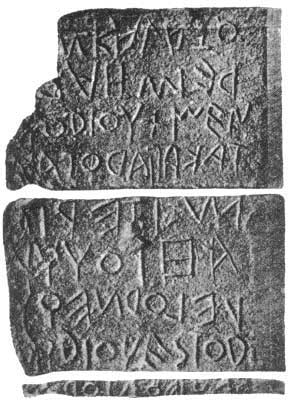
La inscripción de la Lapis Niger (Piedra Negra) es tan antigua que los romanos no habían abandonado el uso de la K aún. Se puede leer «M·KALATO» en la primera línea (de izquierda a derecha y volteado verticalmente) y «TA·KAPIA·DOTAV» en la cuarta (de derecha a izquierda).

El grafo de la 'K' proviene de la letra kappa, que fue tomada de la kap semita con forma de mano abierta. Esta, a su vez, fue posiblemente adaptada por los semitas que vivieron en Egipto, de una mano jeroglífica, que representaba el sonido de la 'D'. Los semitas le asignaron a esta el valor fonético /k/, que representa el actual sonido de la 'K', ya que "mano" en su idioma comenzaba con este sonido.
En las primeras inscripciones en latín, las letras 'C', 'K' y 'Q' eran usadas para representar el sonido /k/ y /g/, que no se diferenciaban en la escritura. La 'Q' era usada para representar /k/ o /g/ antes de una vocal posterior (/u/, /o/), la 'K' antes de /a/, y la 'C' en los demás casos (/e/, /i/). Luego, la C y su variante, la G, reemplazaron la mayoría de los usos que se le daban a la K y a la Q. La K sobrevivió solamente en algunas formas fosilizadas.
Cuando las palabras griegas fueron tomadas por el latín, la Kappa fue cambiada al grafo que hoy sería la "C", con unas pocas excepciones, como el praenomen "Kaeso". Algunas palabras de otros alfabetos fueron también transliteradas con C, por lo que en las lenguas romances la K solo existe en palabras procedentes de otros grupos lingüísticos.
El celta también escogió la C en lugar de la K, y esta influencia continuó hasta el inglés antiguo, haciendo que hoy el inglés sea la única lengua germana que usa la C y la K por el sonido /k/ en palabras patrimoniales, aunque el neerlandés usa la C en palabras de origen latino distinguiéndola de la K en palabras patrimoniales.
Muchos lingüistas ingleses prefieren revertir el proceso de transliteración de la C por la K al escribir nombres propios griegos, por lo que muchos de estos nombres que en español se aceptan solo con 'C', en inglés se pueden escribir con 'K', tal es el caso de Hecate ("Hécate"), que se puede escribir Hekate.

## Usos

### La "K" mayúscula representa
- Al elemento químico, el potasio.
- Al Quilate de orfebrería
- Al aminoácido, la Lisina.
- En geometría, a la constante de proporcionalidad.
- En química:
  - A la unidad de temperatura, el Kelvin.
  - A la constante de equilibrio.
- En física:
  - Al Número de Knudsen.
  - A la unidad para medir las ondas, el Kayser.
- En física de partículas, un Kaón.
- En teoría de grafos, al grafo completo.
- En el béisbol, al ponche o 'strikeout'
- En abreviaciones bancarias y en lenguaje computacional, se representan números en una notación no estándar reemplazando los últimos tres ceros del número general con K, como en 30K por 30000.[5]

### La "k" minúscula representa
- En el Sistema Internacional de Unidades (SI), el prefijo SI para mil es kilo-, oficialmente abreviado como k: por ejemplo, prefijado a metro/metro o su abreviatura m, kilómetro o km, significa mil metros.
- Al sonido oclusivo velar sordo.
- En física:
  - Al prefijo que significa kilo ("1000 veces").
  - A la Constante de Boltzmann.

### Fonético
La 'K' tiene en las lenguas romances y germanas un sonido oclusivo velar sordo /k/. Este es en español, el mismo sonido que tiene la 'C', cuando va antes de "a", "o", "u"; y el que tiene la 'Q' cuando forma el dígrafo "qu" (este último solo aparece ante las vocales "e" e "i").

## Reglas para su uso ortográfico
Como ya se mencionó, en español se escriben con 'K' un número reducido de palabras que tienen una procedencia distinta a la de las lenguas romances, es decir, que no tienen origen griego o latino, a excepción de unas pocas como "kilo" y otras excepciones e. g. "kerigma", "kinésico", "kinesia" "káiser" (procede del latín y llegó otra vez a través del alemán) y muchos otros. Entre estas, se pueden mencionar las palabras:
- "Kiosco": Preferiblemente escrita con Q; es originarias del persa y llegó al castellano a través del francés.
- "Koala": procedente del idioma dharug o lenguaje de Sídney, una lengua aborigen extinta de Australia.
- "Kril": del noruego.
- "Kiwi": del idioma maorí.
- "Kermés": del neerlandés kerkmis, kerk (iglesia) y mis (misa), literalmente "festival de iglesia".
- "Karate", "kamikaze", "kimono": del japonés.
- "Anorak": del groenlandés.
- "Yak": del tibetano.

Además de muchas otras que son nombres propios: Katherin, Kevin, Krissel, Kyle, Nueva York, Irak, Mark, Zack, Rick, etc. Los nombres propios hispanizados como Carla y Carina, también admiten la grafía "K" (Karla, Karina, Karen, Kenia).

## Códigos en computación
| Carácter                        | K                        | K                        | k                        | k                        |
| ------------------------------- | ------------------------ | ------------------------ | ------------------------ | ------------------------ |
| Nombre Unicode                  | LETRA LATINA K MAYÚSCULA | LETRA LATINA K MAYÚSCULA | LETRA LATINA K MINÚSCULA | LETRA LATINA K MINÚSCULA |
| Codificación                    | decimal                  | hexadecimal              | decimal                  | hexadecimal              |
| Unicode                         | 75                       | U+004B                   | 107                      | U+006B                   |
| UTF-8                           | 75                       | 4B                       | 107                      | 6B                       |
| Referencia de carácter numérico | &#75;                    | &#x4B;                   | &#107;                   | &#x6B;                   |
| familia EBCDIC                  | 210                      | D2                       | 146                      | 92                       |
| ASCII                           | 75                       | 4B                       | 107                      | 6B                       |

1. ↑  También para codificaciones basadas en ASCII, incluyendo DOS, Windows, ISO-8859 y las familias de codificaciones de Macintosh.

En informática se usa el símbolo "k" de kilo, para designar al kilobyte, que bien puede ser igual a 1024 bytes si tiene una base hexadecimal, y se simboliza "1 KiB"; o puede ser igual a 1000 bytes si se usa una base decimal, como la usan los productores de medios ópticos, y que se simboliza "1 KB".

## Representaciones alternativas
En el alfabeto fonético aeronáutico se le asigna la palabra Kilo.
En código morse es:  -•- , y también significa "cambio" (cuando se ha terminado de transmitir un mensaje).
En el idioma inglés, se usa como abreviación de la expresión ok. Coloquialmente, se utiliza como abreviación de la expresión «que», en forma de pregunta.

Banderas de señales
Alfabeto semáforo
Lectura Braille
Alfabeto manual

## Letras relacionadas
- K к: La letra rusa Ka.
- Κ κ: La letra griega Kappa